# Cedar Falls (Iowa)
Cedar Falls – miasto w Stanach Zjednoczonych, w stanie Iowa, w hrabstwie Black Hawk.

## Demografia
W spisie z roku 2000 liczyło 39 145 mieszkańców. W roku 2023 liczba mieszkańców nieznacznie wzrosła do 40 737 osób, a gęstość zaludnienia przekroczyła 544 osoby/km².